# Mangora caballero
Mangora caballero là một loài nhện trong họ Araneidae.
Loài này thuộc chi Mangora. Mangora caballero được Herbert Walter Levi miêu tả năm 2007.